# Embryo (gruppo musicale)
Gli Embryo sono un gruppo musicale tedesco formatosi nel 1969 a Monaco di Baviera. Sono considerati tra i più noti esponenti del Krautrock tedesco e fu allora descritta come "una delle band più eclettiche" di questo movimento.

## Formazione

### Membri attuali
- Christian Burchard
- Marja Burchard
- Dieter Serfas
- Mik Ouantius
- Jens Pollheide
- Roman Bunka

## Discografia
- Opal – LP/CD, 1970 Ohr 56003 and 556003
- Embryos Rache – LP/CD, 1971
- Father Sons & Holy Ghosts – LP/CD, 1972
- Steig aus – LP/CD, 1973 with Mal Waldron
- Rocksession – LP/CD, 1973 with Mal Waldron
- We keep on – LP/CD, 1973 with Charlie Mariano
- Surfin – LP, 1975 with Charlie Mariano
- Bad Heads & Bad Cats – LP, 1976 with Charlie Mariano
- Live - LP ,1977 with Charlie Mariano
- Apo Calypso – LP, 1977 with Trilok Gurtu
- Embryo's Reise – 2 LP/CD, 1979/1980
- Embryo+KCP+Charlie Mariano Live – LP, 1980
- Anthology - "Every Day is ok" – LP/CD, 1980 with C. Mariano
- La Blama Sparozzi – 2 LP, 1982
- Zack Glück – LP, 1984
- EMBRYO & YORUBA DUN DUN ORCHESTRA – LP, 1985
- Afrika – LP, 1987
- Turn Peace – LP/CD, 1989 with M. Waldron
- Ibn Battuta -CD 1994 with Marty Cook
- Ni Hau – CD, 1996 with X.Nie
- Live in Berlin – CD 1998
- Istanbul Casablanca - Tour 1998 – 2 CDs, 1999 with Alan Praskin
- Invisible Documents – 2 CDs, 1999
- One night at the Joan Miró Foundation – 2 CD, 2000 with Jurji Parfenov
- Live 2000 Vol.1 – CD, 2001
- Live 2001 Vol.1 – CD, 2001
- Bremen 1971 – CD, 2003
- Hallo Mik (liverecordings 2002 & 2003) – CD, 2003
- Embryonnck - No-Neck Blues Band & Embryo - CD, 2006
- Live im Wendland - CD, 2007
- Live at Burg Herzberg Festival 2007" - CD, 2008
- Freedom in Music -CD, 2008 with X. Nie
- Wiesbaden 1972 -CD, 2009
- Embryo 40 - 2 CD, 2010 (Trikont)
- It Do, CD & LP, 2016 (Trikont)

## Video
- Vagabundenkaravane - by Werner Pentzel
- Heartbeat - by W. Pentzel
- Ibn Battuta
- Kif, Kif